# Pia@Arrogantempire.xxx
피아의 1집이자 인디즈 데뷔 앨범으로 크래쉬의 안흥찬이 프로듀싱과 믹싱을 담당하였다. 안흥찬은 크래쉬의 앨범을 다수 프로듀싱 하기도 했던 메탈 전문 프로듀서 콜린 리차드슨 (Colin Richardson)과 작업하며 배운 레코딩 노하우를 이 앨범에 적용하였고, 그 결과 상당히 날카롭고 두터운 메탈 사운드의 구현을 통해 이 당시 피아의 음악성이 잘 표현되었다는 평가를 받았다. 이 앨범에서는 헐랭과 기범이 대부분의 작곡을 다루고 있으며 또한, 헐랭이 가장 많은 작곡을 다룬 앨범이기도 하다.

## 곡 목록
1. "행복한 꿈의 나라"
작곡 : 요한, 헐랭／작사 : 요한
타이틀곡. 가사가 대폭 순화된 형태로 변경된 "미성년자 청취가" 버전이 마지막 트랙으로 수록되어 있다.
2. "기름덩어리"
작곡 : 요한, 기범／작사 : 요한
본 앨범이 발매되기 이전부터 존재하던 곡으로 음악전문 잡지 "Sub (서브)" 구매 시 증정한 샘플러 CD에 데모 버전이 수록되어 있다. 피아는 1999년 8월에 MBC가 추최한 "제2회 MBC 록 페스티벌"에서 이 곡으로 대상을 수상하며 주목을 받게 되었다.
3. "원숭이"
작곡 : 요한, 헐랭／작사 : 요한
본 앨범을 대표하는 극단적인 사운드의 곡으로 지금도 라이브에서 자주 연주되고 있다. 현재 피아의 밴드 로고에는 원숭이가 그려져 있기도 하는 등 결론적으로 현재는 피아의 초기를 상징하는 곡이 되었다.
4. "수요일"
작곡 : 요한, 헐랭／작사 : 요한
5. "All"
작곡 : 요한, 헐랭／작사 : 요한
6. "잔해"
작곡 : 요한, 기범／작사 : 요한
7. "Gone"
작곡 : 요한, 기범／작사 : 요한
8. "벌레"
작곡 : 요한, 헐랭／작사 : 요한
9. "Stain"
작곡 : 요한, 헐랭／작사 : 요한
10. "거짓말"
작곡 : 요한, 기범／작사 : 요한
11. "부끄러움을 알라?"
작곡 : 요한, 기범／작사 : 요한
12. "행복한 꿈의 나라 (미성년자 청취가?)"
작곡 : 요한, 헐랭／작사 : 요한
1번 트랙 "행복한 꿈의 나라"와 곡은 동일하며, 가사가 대폭 변경되어 제목에 표기된 것처럼 원곡에 비해 좀 더 순화된(?) 표현이 사용되고 있다.

## 내용주
1. ↑  이후에는 음악적 노선의 변화도 있고, 헐랭 본인은 리프 메이킹에 집중하여 다음 앨범에서부터 작곡에 있어서는 심지의 비중이 크게 증가하게 되었다.